# 御劍怜侍
御剑侍（日语：／）是卡普空開發的电子游戏系列逆转裁判中的虛構角色。他是游戏的主要检察官之一，同為延伸作品《逆轉檢察官》的主角。

## 设计
在制作初期，御剑怜侍的設定类似同系列中的狩魔豪，為36岁资深中年检察官，但製作組认为这会降低游戏趣味而不予采用，并重新设计角色。製作人巧舟在看到第二个角色设计时受到启发，创作了他和成步堂龙一之间的背景故事。
其姓氏「御剑」在日语中表示「锋利的剑」，名字「怜侍」则来源于「像武士（侍）一样的紧张氛围」和「敏捷的思维」（日语形容为「怜悧」）。而在美版的姓名「Miles Edgeworth」中，「Edge」意为「刀片」，「worth」意为值得。